# Ánthimos Kapsís
Ánthimos Kapsís (en grec : Άνθιμος Καψής, né le 3 septembre 1950) est un footballeur grec des années 1970 et 1980. 

## Biographie
En tant que défenseur, Ánthimos Kapsís est international grec à 35 reprises entre 1971 et 1982. Il participe à l'Euro 1980, où il joue deux matchs sur les trois (Pays-Bas et Tchécoslovaquie). La Grèce est éliminée au premier tour.
Il joue toute sa carrière au Panathinaïkos entre 1968 et 1985, remportant cinq championnats, quatre coupes et une supercoupe de Grèce. Il remporte aussi la Coupe des Balkans en 1978. Il est aussi finaliste de la Ligue des champions en 1971, et de plus, il inscrit un but contre son camp en finale à la 87e minute.
Ánthimos est le père du joueur international grec, vainqueur de l'Euro 2004, Michális Kapsís.

## Clubs
- 1968–1985 :  Panathinaïkos

## Palmarès
- Coupe intercontinentale
  - Finaliste en 1971
- Ligue des Champions
  - Finaliste en 1971
- Coupe des Balkans
  - Vainqueur en 1978
- Championnat de Grèce de football
  - Champion en 1969, en 1970, en 1972, en 1977 et en 1984
- Coupe de Grèce de football
  - Vainqueur en 1969, en 1977, en 1982 et en 1984
  - Finaliste en 1968, en 1972 et en 1975
- Supercoupe de Grèce de football
  - Vainqueur en 1980